# Ansonia malayana
Ansonia malayana es una especie de anfibios de la familia Bufonidae.
Habita en Malasia y Tailandia.
Su hábitat natural incluye bosques tropicales o subtropicales secos y a baja altitud, montanos secos y ríos.
Está amenazada de extinción por la pérdida de su hábitat natural.